# Херман II фон Баден
Херман II (на немски: Hermann II von Baden) основава за пръв път титлата маркграф на Баден, наречена на новия владетелски център на замък Хоенбаден (Стар дворец) в днешния град Баден-Баден.

## Живот
Херман II е син на блажения Херман I фон Баден от род Церинги и съпругата му Юдит. Баща му е херцог на Каринтия и маркграф на Верона.
По традиция Херман II има титлите граф на Брайзгау (1087), маркграф на Лимбург (1100) и се нарича за пръв път маркграф през 1112 г. на новия център Баден (Dominus in Baden, comes Brisgaviae, marchio de Verona).
Херман II започва през 1100 г. да строи замъка Хоенбаден на стария келтски площад (Ringwall). Той основава заедно със съпругата си Юдит фон Бакнанг-Зюлхгау августингския манастир Бакнанг като място за погребението им.

## Деца
Херман II и Юдит фон Бакнанг имат децата:
- Херман III († 16 януари 1160), последва баща си като маркграф
- Юдит († 1162) ∞ херцог Улрих I от Каринтия († 1144)